# Bermejos
Bermejos ist eine Ortschaft und eine Parroquia rural („ländliches Kirchspiel“) im Kanton Gualaquiza der ecuadorianischen Provinz Morona Santiago. Die Parroquia besitzt eine Fläche von 104,33 km². Die Einwohnerzahl lag im Jahr 2010 bei 223.

## Lage
Die Parroquia Bermejos liegt an der Ostflanke der Cordillera Real. Das Gebiet besitzt eine Längsausdehnung in WNW-OSO-Richtung von 18,5 km. Es liegt in Höhen zwischen 1200 m und 3600 m. Im Nordwesten reicht das Gebiet bis zur Cordillera Ayllon mit dem Cerro Runaurco. Das Areal liegt im Einzugsgebiet des Río Cuchipamba, linker Quellfluss des Río Bomboiza. Dessen Zufluss Río Blanco fließt entlang der nordöstlichen Verwaltungsgrenze nach Südosten und entwässert dabei das Gebiet. Das Verwaltungsgebiet umfasst die Flusstäler von Río Sangurima, Río Bermejos und Río Runuaurcu, alle drei rechte Nebenflüsse des Río Blanco. Im Osten wird die Parroquia vom Río Chucurillos begrenzt. Entlang der südlichen und südwestlichen Verwaltungsgrenze verläuft die Wasserscheide zum weiter südlich verlaufenden Río Cuyes. Der etwa 1750 m hoch gelegene Hauptort befindet sich südlich des Río Blanco 24 km nordwestlich vom Kantonshauptort Gualaquiza. Eine knapp 3 km lange Nebenstraße führt von Bermejos zu dem nördlich gelegenen Ort Chigüinda, der an der Fernstraße E594 (Sígsig–Gualaquiza) liegt.
Die Parroquia Bermejos grenzt im Nordwesten an die Provinz Azuay mit der Parroquia Cuchil (Kanton Sígsig), im Norden an die Parroquia Chigüinda, im Osten und im Südosten an die Parroquia El Rosario, im zentralen Süden an die Parroquia Amazonas sowie im Südwesten und im Westen an die Parroquia San Miguel de Cuyes.

## Orte und Siedlungen
In der Parroquia gibt es neben dem Hauptort Bermejos folgende Siedlungen:
- Bella María
- Carcabones
- Chaguarhurco
- El Golgol
- El Placer
- Flor del Bosque
- La California
- Plan de los Higos
- Runahurco
- San Antonio
- Voluntad de Dios

## Geschichte
Die Parroquia Bermejos wurde am 17. Januar 1955 eingerichtet.